# 南部線 (ヴュルテンベルク)
ヴュルテンベルク南部線 (ヴュルテンベルクなんぶせん、ドイツ語: Württembergische Südbahn) はバーデン＝ヴュルテンベルク州のウルムとフリードリヒスハーフェンを結ぶ複線の幹線鉄道である。主要経由地はビバーラッハ (リス) ・アウレンドルフ・ラーヴェンブルクである。この路線はウルム - フリードリヒスハーフェン線或いは南部線と呼ばれる。

## 概要
南部線は1850年全通し、1905年から1913年まで複線の鉄道路線で改修された。この期間には待合所ある駅舎が改めて幾つか建設された。距離表示はフィルス谷線のことを継承していて、これはシュトゥットガルト中央駅からの距離を意味する。一部の列車はボーデン湖畔北線 (Bodenseegürtelbahn) を通じてリンダウまで走行する。2018年初からこの路線には電気施設の改修が行われている。2018年現在この路線の電化は2021年秋に完了する予定である。

## 歴史

### ヴュルテンベルク鉄道時代
建築監督のガープ (Ludwig Friedrich Gaab、1800～1869) の技術指導の下に実行委員 (Referent) のアウテンリートとビューラーは1836年からウルムとフリードリヒスハーフェンの鉄道連結について調査した。リス川とシュッセン川を利用して、運河で連結する方案は検討された時に、それに比べて複線鉄道の建設は少し高いが、鉄道運営は簡単であることが保証された。1843年4月18日の「鉄道建設に関する法案」により、ヴュルテンベルク政府は北部線、西部線、東部線、南部線は、王国の一番緊急な交通需要を包括的に満足できる一つの鉄道網として、全部そろう鉄道路線の建設を決定した。
ヴュルテンベルク南部線はハイルブロンのネッカ川辺から、シュトゥットガルトの経由で、ボーデン後半のフリードリヒスハーフェンまで続く、鉄道路線の一部だった。いろんな合法経路の中にウルムからフリードリヒスハーフェンの直線経路が採択された。
1847年11月8日まずラーヴェンスブルク - フリードリヒスハーフェン区間は他の線路と離れたまま開業された。1849年5月この路線はビーベラッハ (リス) まで、1850年6月1日ウルムまで延伸された。同月29日東部線のガイスリング上り坂区間の完成で、ヴュルテンベルク王立鉄道はボーデン湖の内で優位に立った。バイエルン王立鉄道はそれから3年後、バーデン大公国鉄道は13年後にボーデン湖にそれぞれ鉄道開業を果たした。
1905年から1913年まで戦時輸送の目的で全区間には複線工事が行われた。

### ドイツ連邦鉄道時代
第二次世界大戦の終戦後、村から遠く離れていた幾つかの停車場が、時間の経過によって廃止された。この路線から分岐する鉄道路線は、アウレンドルフ - ヘルベルティンゲン線及びアウレンドルフ - キースレク線を除いて、全部旅客輸送の部門で廃止された。
この時期に普通列車以外にD急行列車もこの路線を通じて走行し、1963年夏に運行間隔は1日あたり5回往復だった。1990年代からザーブリュッケン - リンダウ区間のインターレギオ列車がこの路線を通じて運行された。1993年6月1日ボーデン湖・オーバーシュヴァーベン鉄道 (Bodensee-Oberschwaben-Bahn GmbH、BOB) 所属のNE81形気動車の運行はフリードリヒスハーフェン - ラーヴェンスブルク区間で開始された。

### ドイツ鉄道時代
1997年7月BOB鉄道の列車運行はアウレンドルフまで延伸され、その間に廃止されていた停車場は幾つか再開業された。北の部分、すなわちウルム都市圏の通勤列車路線はDBレギオの子会社のDBアルプ・ボーデン湖地域交通会社 (DB ZugBus Regionalverkehr Alb-Bodensee、DB RAB) が引き受けることになった。1999年ラウプハイム西駅 - ラウプハイム市駅区間は再開業され、列車はウルム - アーレン線上にも連係運行されている。
2001年既存のインターレギオ系統はカールスルーエ - ウルムの路線上まで短縮され、2002年12月一つの系統がミュンスター - インスブルク区間のインターシティー系統に置き換わった。残りの系統はインターレギオ急行列車 (Interregio-Express、IRE) に変更された。
2008年6月ビーベラッハ郡とドイツ鉄道はラウプハイム西駅 - ラウプハイム市駅の路線に三角線を建設することを合議した。工事は2009年6月に始まって、2011年6月に完了した。三角線建設の過程でラウプハイム西駅の信号システムは全般的に現代化された。
2009年6月バーデン＝ヴュルテンベルクとドイツ鉄道はウルム - リンダウ区間の改修計画に関する協定を締結した。列車の走行速度の向上 (最高160 km/h) と電化の予算は、2011年1億4000万ユーロから2013年3月2億3430万ユーロに増加した。2016年11月ウルム - リンダウ区間の五つ区間の電化計画は発表された。電化工事は2018年3月23日ニーダービーゲンで始まって、そこで変電所が設置されている。

## 運行形態

### 遠距離輸送
- IC32: ミュンスター - ドルトムント - エッセン - デュッセルドルフ - ケルン - コブレンツ - マインツ - マンハイム - シュトゥットガルト - ウルム - アウレンドルフ - ラーヴェンスブルク - フリードリヒスハーフェン - リンダウ - ブルデンツ (- インスブルック) 。1日一往復[10]。使用車両はDB218形ディーゼル機関車 (非電化区間、重連運転方式) とIC客車のプッシュプール列車。

### 地域輸送
ウルム - バート・シュッサーリート区間にこの路線はドナウ＝イラー運輸連合 (Donau-Iller-Nahverkehrsverbund、DING) の区域内に、アウレンドルフ - フリードリヒスハーフェン区間にはボーデン湖・オーバーシュヴァーベン運輸連合 (Bodensee-Oberschwaben Verkehrsverbund、bodo) の区域内に続けている。
- 快速列車（IRE 3）: ウルム - ラーヴェンスブルク - フリードリヒスハーフェン - ジンゲン - シャフハウゼン (スイス)  - バーゼル・バディッシャー駅。120分間隔。使用車両はDB425形電車。かつては611形気動車が運用された。
- 快速列車（RE 5）: ウルム - ビバーラッハ (リース)  - アウレンドルフ - ラーヴェンスブルク - フリードリヒスハーフェン - リンダウ。60分間隔。使用車両はDB146形機関車と二階建て客車のプッシュプール列車。
- 普通列車（RB 91）: アウレンドルフ - モーヘンヴァンゲン - ニーダービーゲン - ヴァインガルテン/ベルク - ラーヴェンスブルク - ヴァイッセナウ - オーバーツェル - メッケンボイレン - ケーレン - フリードリヒスハーフェン空港 - ロェーヴェンタール - フリードリヒスハーフェン市 - フリードリヒスハーフェン港駅。60分間隔。ボーデン湖・上シュヴァーベン鉄道（Bodensee-Oberschwaben-Bahn, BOB）運用[13]。使用車両は426形電車。かつてはレギオシャトルRS1が運用された。
- Sバーン（RS 2）: ウルム - ドナウタール - エルバッハ (ヴュルテンベルク)  - ラウプハイム西駅 - ラウプハイム市 - シェメルブルク - ヴァルトハウゼン - ビーベラッハ - ビーベラッハ南駅 (- アウレンドルフ)。60分間隔。使用車両はDB425形電車。
- Sバーン（RS 21）: ウルム - ドナウタール - エルバッハ (ヴュルテンベルク)  - ラウプハイム西駅 - シェメルブルク - ヴァルトハウゼン - ビーベラッハ - ビーベラッハ南駅。60分ごとに運行（平日）[10]。使用車両はRS2と同じ。